# ديشار همبيرتي
ديشار همبيرتي (الاسم العلمي:Pteris humbertii) هو نوع من النبات يتبع جنس الديشار من الفصيلة الديشارية.